# Cedrata Tassoni
La Cedrata Tassoni è una bevanda analcolica di genere soft drink, prodotta dal 1956 dalla Cedral Tassoni, che ha i propri stabilimenti nella città di Salò e sede legale a Brescia.

## Storia
Le origini della società Cedral Tassoni sono da ricercare nel 1793 quando una spezieria a Salò venne riconosciuta come farmacia, con proprietario Lelio Barbaleni che l'aveva ereditata per mezzo della moglie Bona Bondoni nel 1786. A seguito di alcuni passaggi di proprietà, la farmacia venne trasferita nel 1868 a Bartolomeo Castelli e al conte Nicola Tassoni. Nel 1868 è stata acquistata da Paolo Amadei, il quale divise la distilleria dalla farmacia dando così vita alla società Cedral Tassoni.
Nel 1921 venne creato lo sciroppo Cedrata Tassoni e si investì in pubblicità, tra cui manifesti liberty in bianco e nero. Nel 1956 dallo sciroppo con aggiunta di acqua e anidride carbonica si originò l'attuale bibita gassata Tassoni Soda. Durante gli anni sessanta la pubblicità del prodotto si avvalse dei quotidiani e dei periodici, invece negli anni settanta, principalmente in televisione con gli spot di Mina su Carosello. Nel 2009 l'azienda fu rinnovata attraverso l'ampliamento dei prodotti di listino e l’espansione all'estero.
Nel 2011 sono stati imbottigliati 25 milioni di pezzi, con un fatturato di 11,3 milioni di euro, 4,6 milioni di margine operativo lordo e 2,9 milioni di utili. Nel 2017 l'azienda Cedral Tassoni ha avuto ricavi per 9,7 milioni, produsse 22 milioni di bibite soda e aveva 26 dipendenti; nel 2018, per festeggiare i 225 anni, venne lanciato anche un profumo di cedro "Tassoni 225". Nel 2019 si è raggiunto un giro d’affari di 10,5 milioni e circa 22,7 milioni di bottigliette prodotte.
Nel 2021 l'azienda entra a far parte del gruppo Cantine Ferrari.
Attualmente l'azienda è retta dalla Famiglia Lunelli e dal General Manager del Gruppo Lunelli Simone Masè.
Per la realizzazione della bibita originariamente venivano utilizzati i cedri Citrus medica coltivati sulle rive del Lago di Garda, mentre oggi vengono utilizzati i cedri varietà "Diamante" della Calabria.

## Lo spot
La Cedrata Tassoni è nota anche perché il suo spot (insieme a quello dei pennelli Cinghiale) è uno dei più longevi della tv italiana. Lo spot attuale va in onda dal 1982 e torna in onda ogni estate, trasmesso dalle reti Rai, ma anche dalle reti Mediaset tra cui Canale 5 e Iris e da alcune radio come Radio Capital o Radio Deejay.
Prima del longevo spot ne sono stati girati altri rispettivamente nel 1973, 1976 e 1977, che erano mandati in onda nel contenitore pubblicitario Carosello, con musiche cantate da Mina.
Ma prima negli anni cinquanta era stato fatto un altro Carosello che aveva come protagonista "Bill il Pistolero".
(Il testo del jingle nello spot originale)
La voce di Mina rimase nello spot fino al 1986, quando fu poi sostituita da quella di Giulia Fasolino e poi da Simonetta Robbiani, entrambe coriste di Mina.
Nella versione del 1982 la voce di Mina era assente. Negli anni duemila, lo spot contiene il jingle in versione musicale senza la voce di Mina; infine, dall'estate 2017 torna a essere cantato.